# غاري جيبسون
غاري جيبسون (بالإنجليزية: Gary Gibson)‏ هو لاعب كرة قدم أمريكية أمريكي، ولد في 5 مايو 1982 في بلانت سيتي في الولايات المتحدة.

## وصلات خارجية
- غاري جيبسون على موقع مرجع كرة القدم المحترفة.كوم (الإنجليزية)